# فرانتیشک خووستیک
فرانتیشک خِووستیک (چکی: František Chvostek؛ ‏ ۲۱ مهٔ ۱۸۳۵ – ۱۶ نوامبر ۱۸۸۴) پزشک ارتش و استاد دانشگاه اهل موراویا بود که امروزه نامش بابت توصیف نشانه شوستوک در سال ۱۸۷۶ میلادی در یادها مانده است. وی مدرک دکترای پزشکی خود را در سال ۱۸۶۱ گرفت و تا سال ۱۹۶۳ در «بیمارستان پادگان شماره ۱» وین کار می‌کرد. وی مابین ۱۸۶۸ تا ۱۸۷۱ در بیمارستان ارتش برق‌درمانی تدریس می‌کرد.